# Доктор хонорис кауза на Лесотехническия университет
Почетното звание доктор хонорис кауза на Лесотехническия университет се присъжда официално от 1996 година.
Носители на званието доктор хонорис кауза са:
- проф. Асен Биолчев (1996)
- дипл. инж. Бурнхард Людке (1998)
- проф. Нино Статков (1998)
- акад. Мако Даков (1999)
- проф. Свилен Николов (1999)
- проф. Пеню Карадочев (2000)
- проф. Гено Дончев (2001)
- д-р инж. Желязко Георгиев (2001)
- проф. д-р Иван Добринов (2003)
- проф. дтн Андрей Райчев (2003)
- д-р Жан-Пиер Сорг (2005)
- проф. Христо Шехтов (2005)
- д-р Джон Р. Шейфър, САЩ (2006)
- проф. Светла Генчева (2008)